# Milchgasse 4

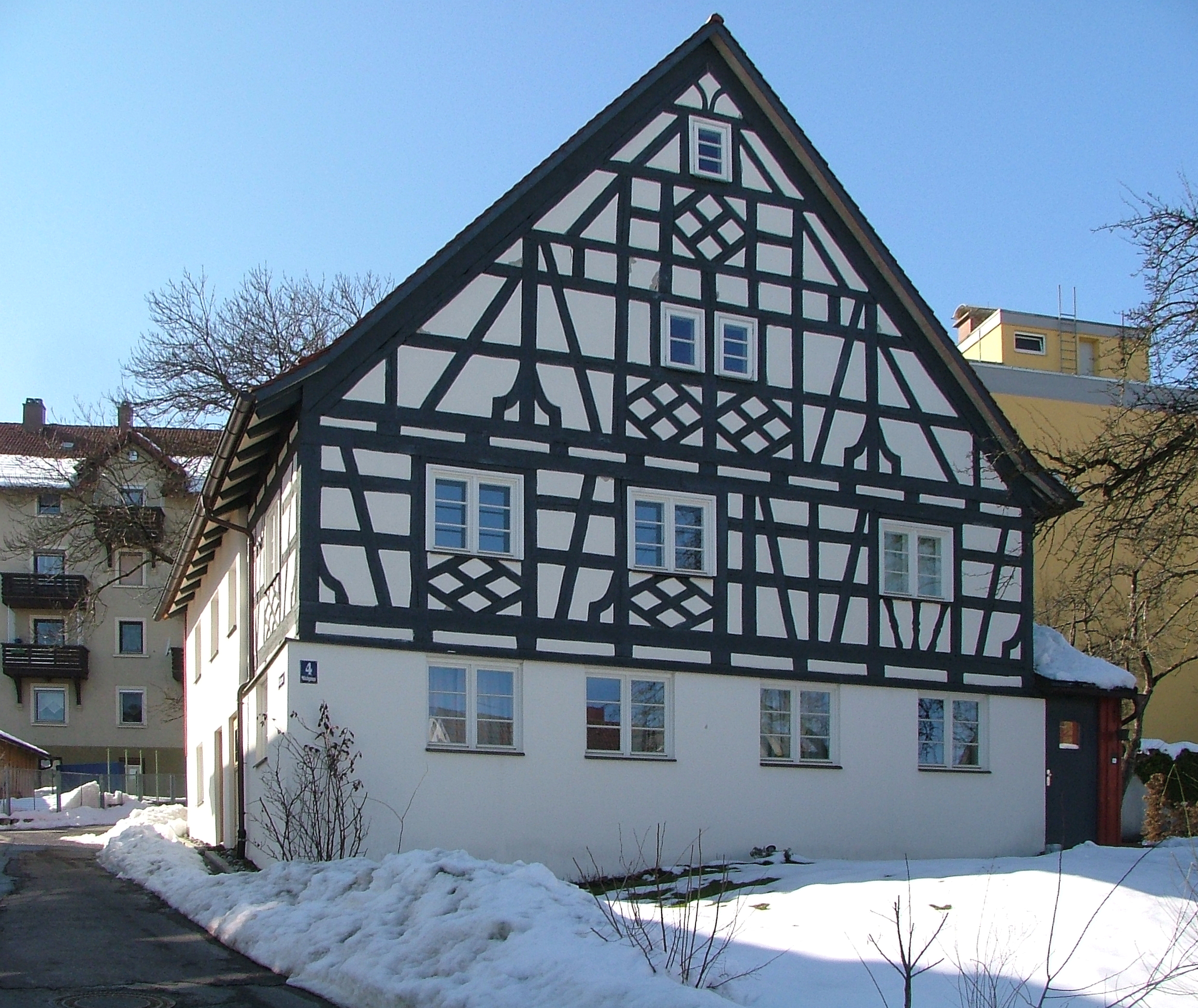
Haus Milchgasse 4 in Kempten

Das Gebäude Milchgasse 4 in Kempten (Allgäu), einer Stadt in Bayern, wurde 1730 errichtet. Das Wohnhaus ist ein geschütztes Baudenkmal.

## Beschreibung
Der zweigeschossige Giebelbau mit Fachwerkobergeschoss und massivem Erdgeschoss war ursprünglich für zwei Wohnungen erbaut worden. Noch im 18. Jahrhundert erfolgte wegen Mangel an Wohnraum ein Ausbau zu vier Wohneinheiten. Im 19. Jahrhundert wurde noch das Dachgeschoss für eine Bewohnung eingerichtet. Nach umfangreichen Renovierungsarbeiten in den 2000er Jahren entstand wieder je eine Wohnung pro Stockwerk. Die Holzbalkendecken und die meisten der alten Holzböden sind noch erhalten.
2006 drohte wegen einer fehlenden Eintragung in die Denkmalliste ein Abriss des Gebäudes. Die Renovierung des ruinösen Hauses durch den Architekten Herrmann Hagspiel wurde 2010 mit der Denkmalschutzmedaille des Freistaates Bayern ausgezeichnet. Bei der Renovierung wurde auch der Putz beseitigt, womit das Fachwerk zu Tage kam. Feuchte Mauern wurden trockengelegt, Fundamente unterfangen und unsichere Teile der Holzkonstruktion erneuert. Der Anbau aus den 1940er Jahren wurde abgebrochen.
Die Kosten der Sanierung und Umgestaltung des Gebäudes betrugen etwa 520.000 Euro. Die Maßnahme wurde mit 120.000 Euro aus dem Entschädigungsfonds der Obersten Denkmalschutzbehörde bezuschusst. Der Bauherr als Architekt und gelernter Maurer wie die ganze Familie erbrachten eigene Arbeitsleistungen im Gegenwert von rund 55.000 Euro sowie die gesamten Planungsleistungen.